# Almirante (Panama)
Almirante ist ein Corregimiento und Hauptstadt des gleichnamigen Bezirks Almirante in der Provinz Bocas del Toro in Panama. Bei der Volkszählung im Jahr 2023 hatte es 4886 Einwohner. Das Corregimiento erstreckt sich über eine Fläche von 16,6 km².

## Bevölkerung
Die folgende Tabelle zeigt die Bevölkerung des Corregimientos Almirante, wie es in den Volkszählungen 2000, 2010 und 2023 erfasst wurde.
| Jahr         | 2000   | 2010   | 2023 |
| ------------ | ------ | ------ | ---- |
| Einwohner    | 12.430 | 12.731 | 4886 |
| davon Männer | 6236   | 6509   | 2362 |
| davon Frauen | 6194   | 6222   | 2524 |

## Orte
Im Corregimiento Almirante befinden sich folgende Orte:
- Almirante
- Barriada Nuevo Almirante
- La Bomba
- Loma Brava
- Milla 2
- Milla 3
- Residencial Almirante Bay